# Елмир Јукић
Елмир Јукић је босанскохерцеговачки филмски и телевизијски режисер.

## Режија
| Год.       | Назив                      | Жанр     | Награда |
| ---------- | -------------------------- | -------- | ------- |
| 1998.      |                            | драма    |         |
| 2005.      | Рам за слику моје домовине | драма    |         |
| 2009.      | Мајка                      | драма    |         |
| 2011.      | Два смо свијета различита  | комедија |         |
| 2013—2014. | Криза                      | комедија |         |
| 2016.      | Лажни свједок              | комедија |         |
| 2017.      | Жаба                       | драма    |         |
| 2018.      | He дирај ми маму           | комедија |         |
| 2018—2019. | Конак код Хилмије          | комедија |         |
| 2007—2021  | Луд, збуњен, нормалан      | комедија |         |
| 2021.      | Радио Милева               | комедија |         |
| 2022.      | На рубу памети (серија)    | комедија |         |